# Vénula

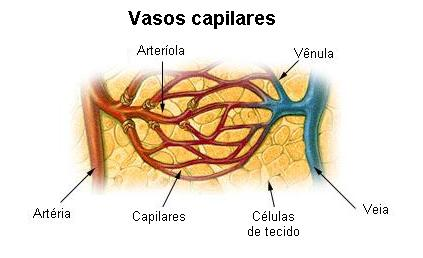

Uma vênulaPB ou vénulaPE é um pequeno vaso sanguíneo que faz o sangue pobre em oxigênio retornar dos capilares para as veias. Participam nos intercâmbios entre os tecidos e o sangue e nos processos inflamatórios, e podem influenciar o fluxo de sangue nas arteríolas através da produção e secreção de substâncias vasoativas difusíveis.
As vênulas apresentam diâmetro de 0,2 a 1 milímetro e têm por três camadas: um endotélio composto de células epiteliais escamosas que agem como uma membrana, uma camada média de musculatura e tecido elástico e uma camada externa de tecido conjuntivo fibroso. A camada média é pobremente desenvolvida de modo que as vênulas têm paredes mais finas que as arteríolas. As venículas com diâmetro de até 50 nm apresentam estruturas semelhantes à dos capilares.